# Steinsoultz
Steinsoultz est une commune française située dans la circonscription administrative du Haut-Rhin et, depuis le 1er janvier 2021, dans le territoire de la Collectivité européenne d'Alsace, en région Grand Est.
Cette commune se trouve dans la région historique et culturelle d'Alsace.

## Géographie
Steinsoultz est traversée par le ruisseau du Gersbach.
| Willer Illtal  | Jettingen   | Berentzwiller    |
| Waldighoffen   | Steinsoultz |                  |
| Roppentzwiller |             | Muespach-le-Haut |

### Hydrographie
La commune est dans le bassin versant du Rhin au sein du bassin Rhin-Meuse. Elle est drainée par le ruisseau de Willer, le ruisseau Gersbach et le Hundsbach,,.
Le Willerbach, d'une longueur de 10 km, prend sa source dans la commune de Muespach et se jette  dans l'Ill à Bettendorf, après avoir traversé cinq communes. 

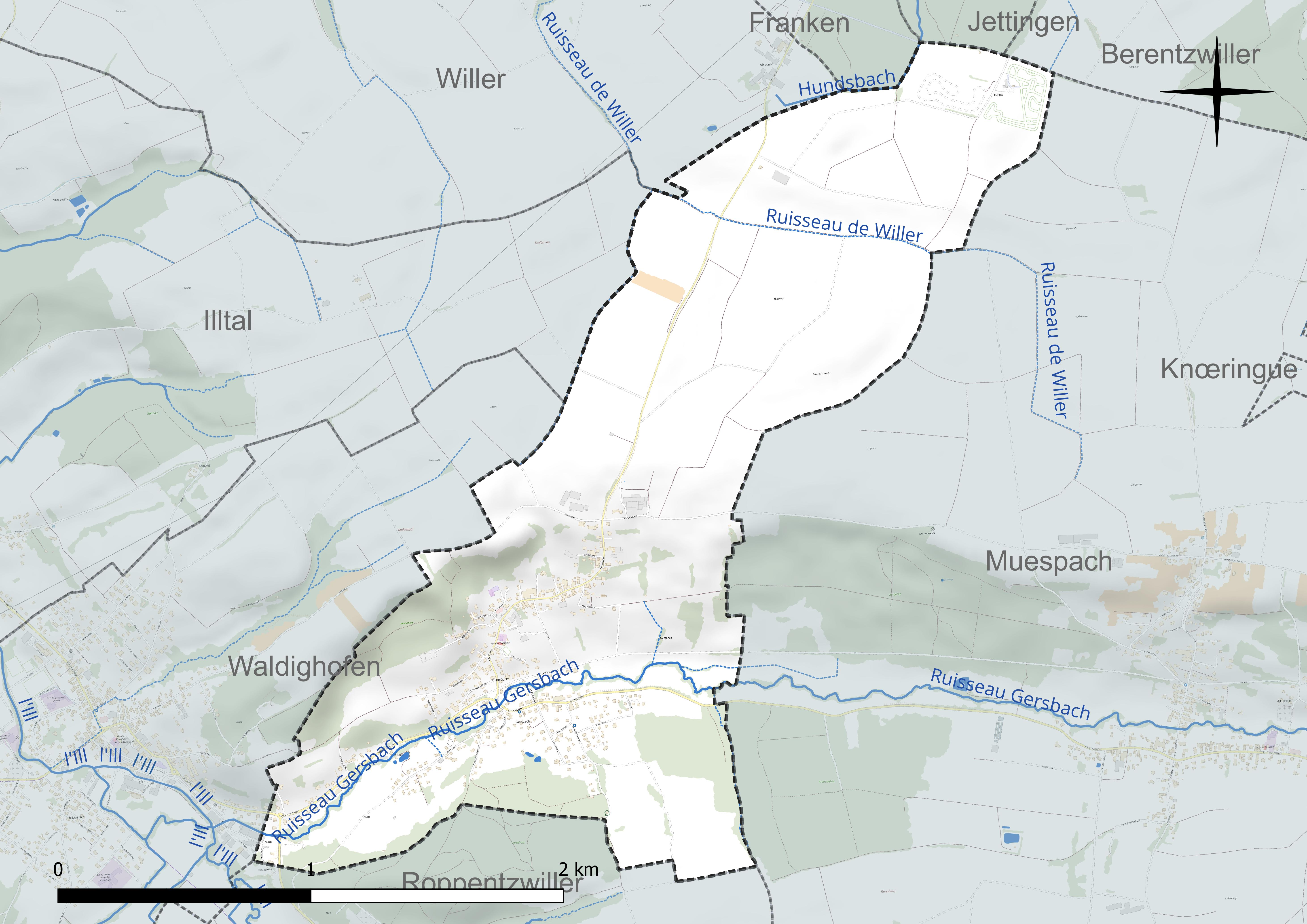
Réseau hydrographique de Steinsoultz.

### Climat
Pour des articles plus généraux, voir Climat du Grand Est et Climat du Haut-Rhin.
En 2010, le climat de la commune est de type climat de montagne, selon une étude du Centre national de la recherche scientifique s'appuyant sur une série de données couvrant la période 1971-2000. En 2020, Météo-France publie une typologie des climats de la France métropolitaine dans laquelle la commune est dans une zone de transition entre le climat semi-continental et le climat de montagne et est dans la région climatique  Vosges, caractérisée par une pluviométrie très élevée (1 500 à 2 000 mm/an) en toutes saisons et un hiver rude (moins de 1 °C). 
Pour la période 1971-2000, la température annuelle moyenne est de 9,6 °C, avec une amplitude thermique annuelle de 17,5 °C. Le cumul annuel moyen de précipitations est de 965 mm, avec 9,7 jours de précipitations en janvier et 9,7 jours en juillet. Pour la période 1991-2020, la température moyenne annuelle observée sur la station météorologique de Météo-France la plus proche, « Carspach », sur la commune de Carspach à 12 km à vol d'oiseau, est de 11,0 °C et le cumul annuel moyen de précipitations est de 827,7 mm. 
La température maximale relevée sur cette station est de 38,1 °C, atteinte le 4 août 2022 ; la température minimale est de −17,7 °C, atteinte le 5 février 2012,,. 
Les paramètres climatiques de la commune ont été estimés pour le milieu du siècle (2041-2070) selon différents scénarios d'émission de gaz à effet de serre à partir des nouvelles projections climatiques de référence DRIAS-2020. Ils sont consultables sur un site dédié publié par Météo-France en novembre 2022.

## Urbanisme

### Typologie
Au 1er janvier 2024, Steinsoultz est catégorisée bourg rural, selon la nouvelle grille communale de densité à sept niveaux définie par l'Insee en 2022.
Elle appartient à l'unité urbaine de Waldighofen, une agglomération intra-départementale regroupant trois  communes, dont elle est une commune de la banlieue,,. Par ailleurs la commune fait partie de l'aire d'attraction de Bâle - Saint-Louis (partie française), dont elle est une commune de la couronne,. Cette aire, qui regroupe 94 communes, est catégorisée dans les aires de 200 000 à moins de 700 000 habitants,.

### Occupation des sols
L'occupation des sols de la commune, telle qu'elle ressort de la base de données européenne d’occupation biophysique des sols Corine Land Cover (CLC), est marquée par l'importance des territoires agricoles (77,8 % en 2018), en diminution par rapport à 1990 (80,1 %). La répartition détaillée en 2018 est la suivante : 
terres arables (51,7 %), prairies (26,1 %), zones urbanisées (12,2 %), forêts (10 %). L'évolution de l’occupation des sols de la commune et de ses infrastructures peut être observée sur les différentes représentations cartographiques du territoire : la carte de Cassini (XVIIIe siècle), la carte d'état-major (1820-1866) et les cartes ou photos aériennes de l'IGN pour la période actuelle (1950 à aujourd'hui).

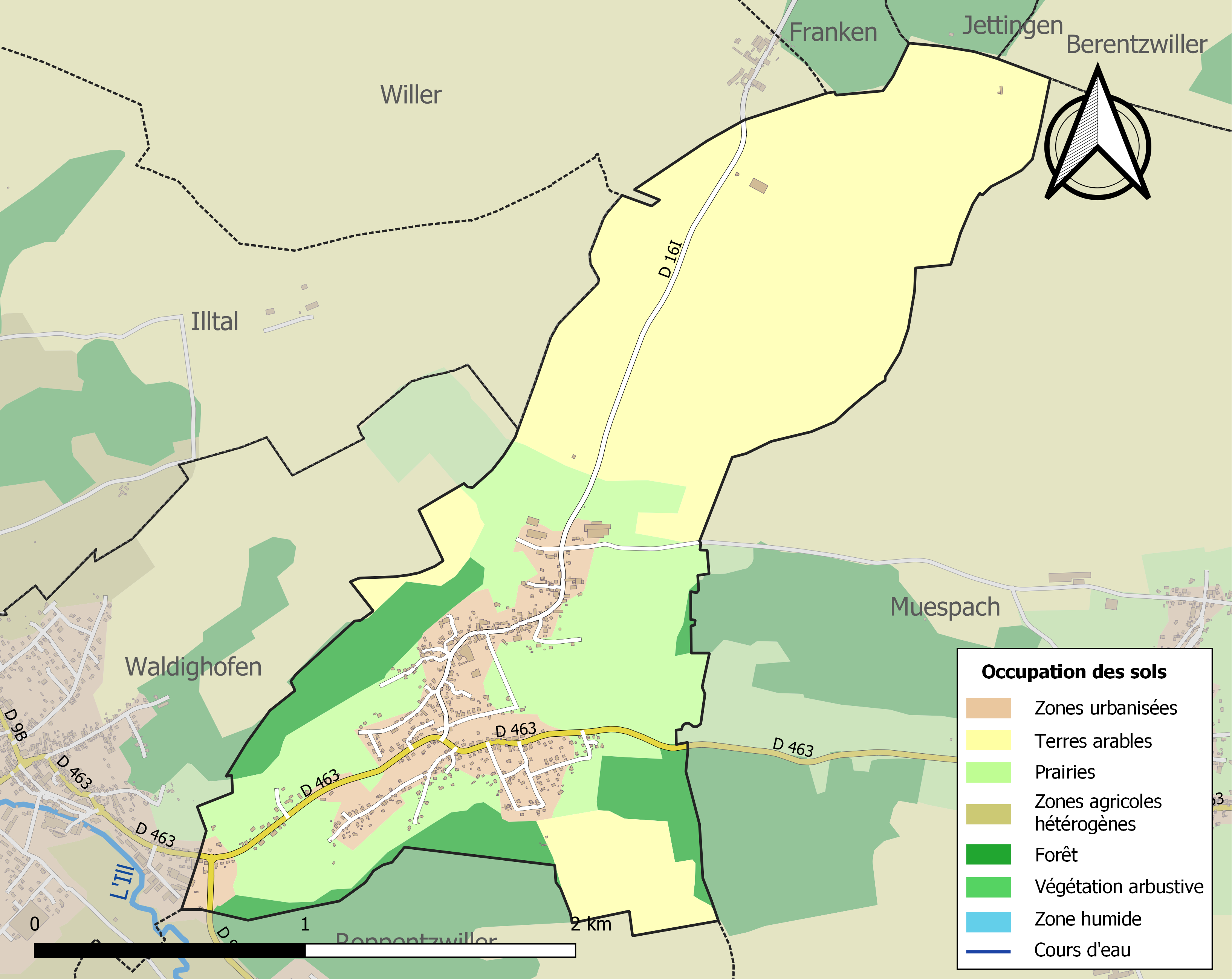
Carte des infrastructures et de l'occupation des sols de la commune en 2018 (CLC).

## Histoire

### Héraldique
| Blason de Steinsoultz | Les armes de Steinsoultz se blasonnent ainsi : « De gueules au rocher d'or, à la champagne d'azur à deux fasces ondées d'argent. » |

## Politique et administration
| Période                                  | Période   | Identité          | Étiquette | Qualité                                              |
| ---------------------------------------- | --------- | ----------------- | --------- | ---------------------------------------------------- |
| avant 1988                               | mars 1989 | Pierre Brand      | UDF       | Conseiller général du canton de Ferrette (1982-2001) |
| mars 1998                                | mars 2008 | François Kreutter | DVD       | Cadre retraité                                       |
| mars 2008                                | 2020      | Christophe Baumlé | DVD       | Cadre supérieur                                      |
| Les données manquantes sont à compléter. |           |                   |           |                                                      |

## Démographie
L'évolution du nombre d'habitants est connue à travers les recensements de la population effectués dans la commune depuis 1793. Pour les communes de moins de 10 000 habitants, une enquête de recensement portant sur toute la population est réalisée tous les cinq ans, les populations de référence des années intermédiaires étant quant à elles estimées par interpolation ou extrapolation. Pour la commune, le premier recensement exhaustif entrant dans le cadre du nouveau dispositif a été réalisé en 2008.

En 2022, la commune comptait 749 habitants, en évolution de −3,85 % par rapport à 2016 (Haut-Rhin : +0,66 %, France hors Mayotte : +2,11 %).
| 1793 | 1800 | 1806 | 1821 | 1831 | 1836 | 1841 | 1846 | 1851 |
| ---- | ---- | ---- | ---- | ---- | ---- | ---- | ---- | ---- |
| 405  | 436  | 487  | 502  | 533  | 501  | 480  | 505  | 512  |

| 1856 | 1861 | 1866 | 1871 | 1875 | 1880 | 1885 | 1890 | 1895 |
| ---- | ---- | ---- | ---- | ---- | ---- | ---- | ---- | ---- |
| 499  | 503  | 498  | 483  | 442  | 448  | 447  | 469  | 443  |

| 1900 | 1905 | 1910 | 1921 | 1926 | 1931 | 1936 | 1946 | 1954 |
| ---- | ---- | ---- | ---- | ---- | ---- | ---- | ---- | ---- |
| 450  | 470  | 482  | 465  | 469  | 460  | 436  | 415  | 450  |

| 1962 | 1968 | 1975 | 1982 | 1990 | 1999 | 2006 | 2008 | 2013 |
| ---- | ---- | ---- | ---- | ---- | ---- | ---- | ---- | ---- |
| 497  | 489  | 490  | 523  | 606  | 625  | 728  | 757  | 780  |

| 2018 | 2022 | - | - | - | - | - | - | - |
| ---- | ---- | - | - | - | - | - | - | - |
| 760  | 749  | - | - | - | - | - | - | - |

## Lieux et monuments
|  |